# Stiletto (schoeisel)

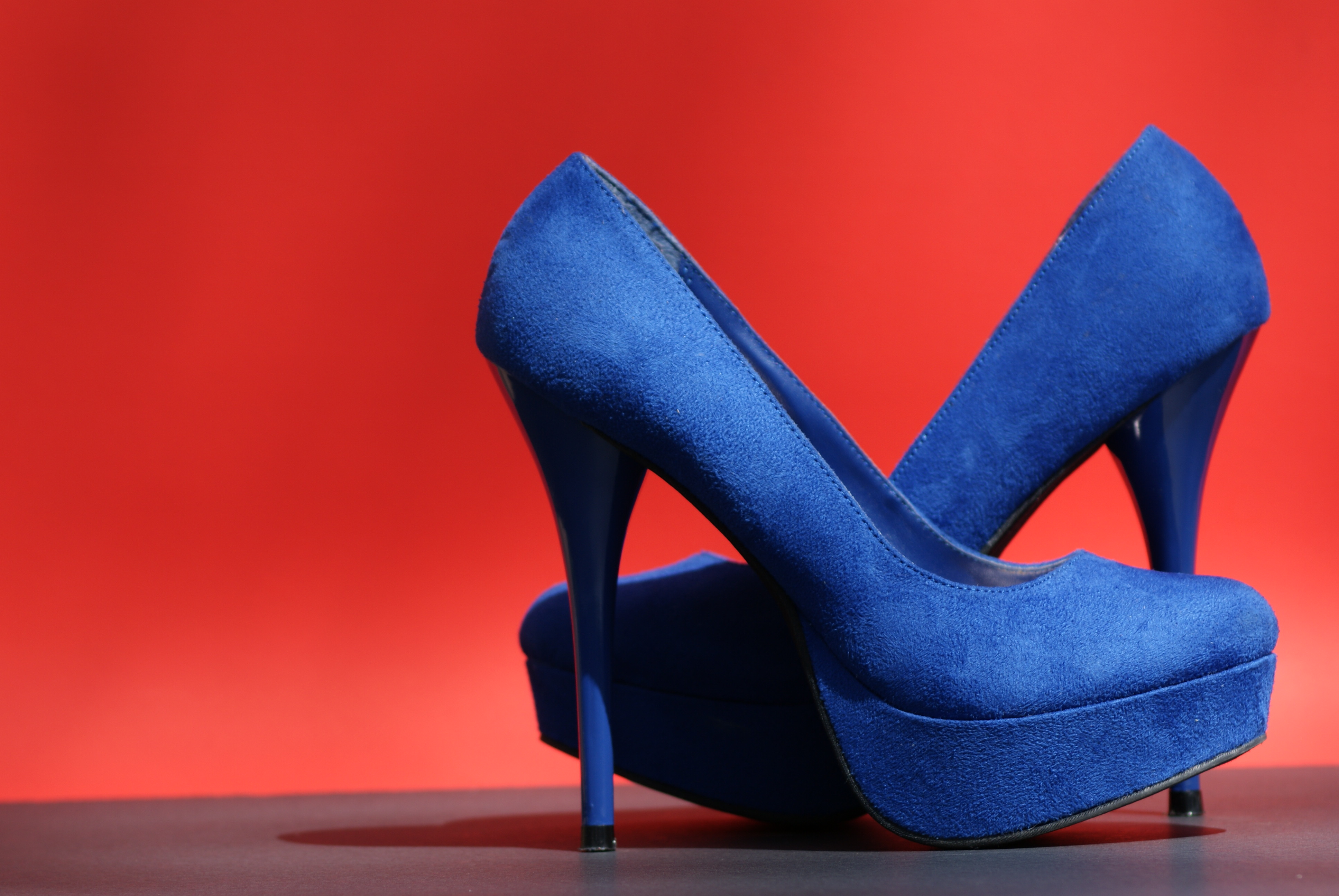
Stiletto's met een plateauzool

Een stiletto is een vrouwenschoen met een lange, dunne hoge hak (stilettohak) en een puntige neus. Stilettohakken zitten ook wel onder laarzen en sandalen.
De stilettohak is genoemd naar het stilettomes, dat een lang, dun lemmet heeft met hetzelfde profiel. Naar aanleiding van het scherpe silhouet van de schoen ging men de hele schoen "stiletto" noemen, niet alleen de hak. De naam werd voor het eerst in het begin van de jaren 1930 gebruikt. Stilettohakken kunnen in lengte variëren van 2,5 tot 25 cm of meer als een plateauzool wordt gebruikt, en hebben soms een doorsnede onderaan van minder dan 1 cm.
Niet alle slanke hoge hakken zijn stilettohakken. De extreem smalle, originele stilettohakken van de late jaren 1950 en begin jaren 1960 hadden over de grootste lengte een doorsnede van niet meer dan 5 mm, al liep de hak soms naar boven toe een beetje uit. Na het verdwijnen ervan aan het eind van de jaren 1960 waren ze geruime tijd moeilijk te vinden, als gevolg van de veranderde productiemethode van hakken. Een echte stilettohak is van massief staal of een staallegering. De massaproductiemethoden van hoge hakken, bijvoorbeeld gegoten plastic met een metalen kern, geven niet de echte stilettovorm.

## Geschiedenis
Smalle, hoge hakken waren er vooral aan het einde van de 19e eeuw, zoals blijkt uit talloze fetisjtekeningen. Hard fotografisch bewijs is er in de vorm van foto's van de Parijse zangeres Mistinguett uit de jaren 1940. Haar schoenen waren ontworpen door André Perugia, die in 1906 schoenen ging ontwerpen. Het lijkt onwaarschijnlijk dat hij de stilettohak heeft uitgevonden, maar hij is waarschijnlijk de eerste goed gedocumenteerde ontwerper van de smalle hoge hak.
De stilettohak kwam sterker op met de komst van de technologie waarmee een metalen kern in de hak werd aangebracht. Eerdere technieken gebruikten hout of andere, eveneens zwakkere materialen dan staal, waardoor een brede hak noodzakelijk was. De revival kan worden toegeschreven aan de ontwerper Roger Vivier en zulke ontwerpen werden zeer populair in de jaren 1950.
De naam stiletto voor schoenen verscheen in 1959 voor het eerst in druk in het magazine New Statesman: "Zij kwam (...) naar voren, scheef lopend door het ontbreken van een van de hakken van de stiletto's".
Als modeartikel is de populariteit van de stilettoschoen in de loop van de tijd veranderd. Na een eerste golf van populariteit in de jaren 1950 kregen de schoenen in het begin van de jaren 1960 hun meest verfijnde vorm, toen de punt net zo smal en lang werd als de hak. In verband met het scherpe silhouet gingen vrouwen de hele schoen "stiletto" noemen, niet alleen de hak, via synecdoche (pars pro toto).
Hoewel stiletto's na het begin van het Beatlestijdperk officieel uit de mode raakten, bleven ze populair in het straatbeeld, en vrouwen weigerden koppig ze op te geven, zelfs toen zij ze niet meer gemakkelijk konden vinden in de mainstreamwinkels. Een soort stilettohak werd in 1974 opnieuw geïntroduceerd door Manolo Blahnik, die zijn "nieuwe" hak "naaldhak" noemde. Oude onverkochte voorraden stiletto's met puntneuzen en latere kopieën (zonder de echte stilettohak) werden populair bij punkers en andere modebewegingen aan het eind van de jaren 1970, tot de voorraad originele stiletto's in de vroege jaren 1980 opraakte. Daarop werden op kantoor vaak schoenen met ronde neuzen en wat bredere (soms kegelvormige) semi-stilettohakken gedragen die vaak erg hoog waren om een slank postuur te suggereren, in combinatie met breedgeschouderde pakken.
De stiletto verdween bijna geheel in de jaren 1990, toen werkende en studerende vrouwen schoenen met een blokhak gingen dragen. Hij maakte na 2000 een comeback toen jonge vrouwen de stiletto gingen dragen bij kantoorkleding en om een vrouwelijke noot toe te voegen aan vrijetijdskleding zoals de spijkerbroek.

## Imago
Stiletto's wekken net als andere hooggehakte schoenen de optische illusie van een langer, slanker been, een kleinere voet en grotere lichaamslengte. Deze en andere hoge hakken veranderen de houding en de loop van de draagster, waarbij de kuitspieren worden aangespannen en de borsten en billen meer uitkomen.
In de loop van de tijd raakten stilettohakken meer in trek om hun erotische aard dan omdat de draagster er langer door leek. Zij worden vaak beschouwd als een verleidelijk aspect van kleding en komen als zodanig vaak voor in de popcultuur. Stilleto's zijn een algemeen fetisjvoorwerp en worden vooral geassocieerd met het imago van een femme fatale.

## Nadelen

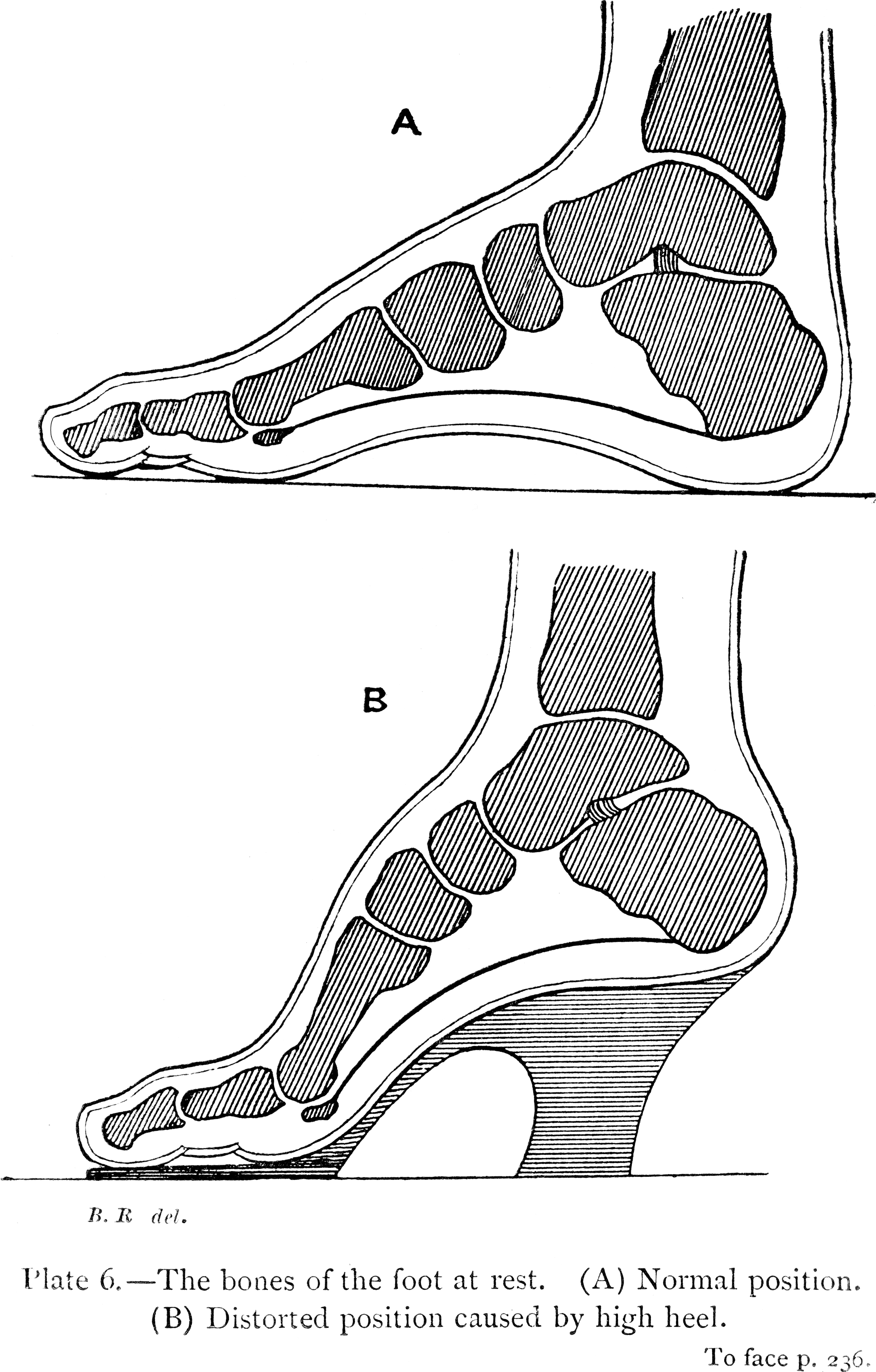
(A) Normale stand van de voet. (B) Onnatuurlijke stand door hoge hak.

Alle hoge hakken gaan in tegen de natuurlijke functionaliteit van de voet, zodat zij problemen aan het beendergestel en de spieren kunnen veroorzaken als de gebruikster ze vaak draagt. Zulke schoenen zijn een veel voorkomende oorzaak van klachten van de bloedsomloop zoals pijn, vermoeidheid en zware benen, en kunnen hoge bloeddruk in de benen veroorzaken.
Stilettohakken concentreren veel kracht in een klein gebied. De druk onder zo'n hak, die groter is dan de druk onder de poot van een olifant, kan schade veroorzaken aan vloerkleden en vloeren. De stiletto kan, tenzij hij is voorzien van een hakstopper, onpraktisch zijn om buiten te lopen op een zachte ondergrond (zoals gras, zand of modder), en in een omgeving waar schade aan de vloer onaanvaardbaar is (bij linoleum of zachte houten vloeren in een woning en in een vliegtuig).
Ondanks dat ze onpraktisch zijn en ondanks de fluctuerende vraag, blijven stiletto's een modieus artikel.